# サワガニ
サワガニ（沢蟹、学名：Geothelphusa dehaani）は、エビ目（十脚目）・カニ下目・サワガニ科に分類されるカニの一種。日本固有種で、一生を淡水域で過ごす純淡水性の淡水ガニである。学名の種名 dehaani は、日本の甲殻類分類に功績があったオランダの動物学者ウィレム・デ・ハーンに対する献名となっている。

## 分布
日本固有種で、青森県（下北半島の山地）からトカラ列島（中之島）までの分布とされている。本土周辺の島嶼では、佐渡島、男女群島、壱岐諸島、種子島、隠岐諸島、五島列島、屋久島などで生息が報告されている。稚ガニとして孵化する（海流に乗って分布を拡大することができるプランクトンとしての幼生期間を持たない）ことから長距離の移動能力に欠けるため、地域集団毎に遺伝子レベルでの分化が認められる。
また北海道では、1990年代から生息の報告があったが、モクズガニの幼個体の誤認や人為的移入の可能性も指摘されており、当初は、標本がないため生息の確認には至らなかった。しかし2020年、北海道在来個体群であることは確認されていないものの、2018年9月に渡島半島の河川にてサワガニ属の一種の生息及び繁殖を確認したことが北海道大学の杉目良平らにより報告された。

## 特徴

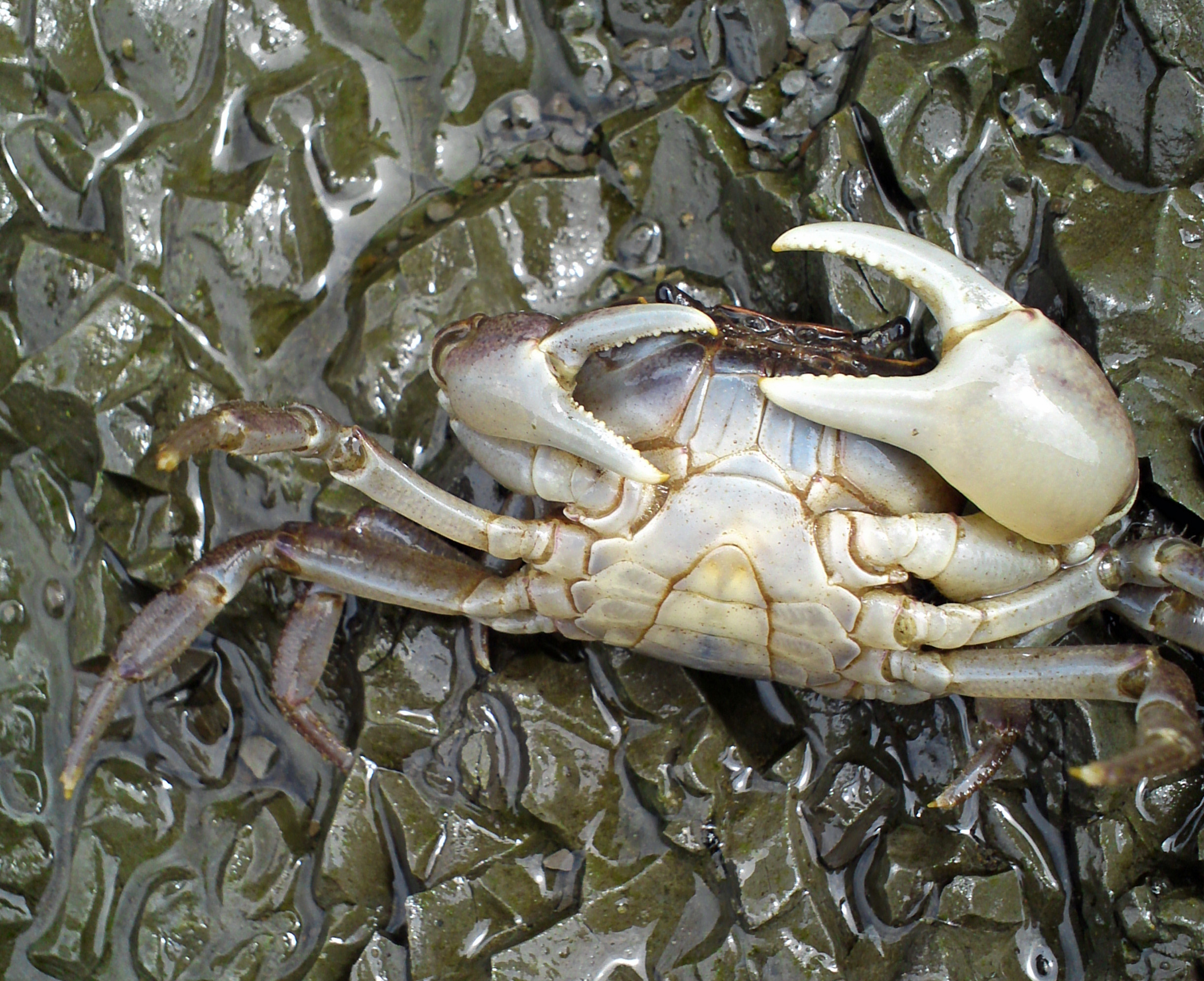
オスの腹部

甲幅20-30mm、脚を含めた幅は50-70mmほど。体色は甲が黒褐色・脚が朱色のものが多いが、青白いもの（地方によっては「シミズガニ」と呼ばれる）、紫がかったものなども見られ、よく見られる体色は地域個体群によって異なる。甲羅には毛や突起などはなく、滑らかである。オスは右の鋏脚が左よりも大きくなるが、左のほうが大きい個体もいる。
川の上流域から中流域にかけて生息する。和名どおり水がきれいな渓流（沢）・小川に多いので、水質階級I（綺麗な水）の指標生物ともなっている。日中は石の下などに潜み、夜になると動きだすが、雨の日などは日中でも行動する。また、雨の日には川から離れて出歩き、川近くの森林や路上にいることもある。活動期は春から秋までで、冬は川の近くの岩陰などで冬眠する。
食性は雑食性で、藻類や水生昆虫、陸生昆虫類、カタツムリ、ミミズなど何でも食べる。一方、天敵はヒキガエル、アカショウビン、ヤマセミ、カラス、モズ、サギ類、 カワセミ、イタチ、イノシシ、ナマズ、イワナなどがいる。また、人間も本種を食用とする。
春から初夏にかけて交尾を行ったあと、メスは直径2mmほどの卵を数十個産卵し、腹肢に抱えて保護する。卵は他のカニに比べると非常に大粒で、産卵数が少ない。幼生は卵の中で変態し、孵化する際には既にカニの姿となっている。稚ガニもしばらくは母ガニの腹部で保護されて過ごす。同じく川に生息するモクズガニやアカテガニなどは幼生を海に放さないと成長できないが、サワガニは一生を通じて海と無縁に生活する。寿命は数年-10年程とされる。

### 体色

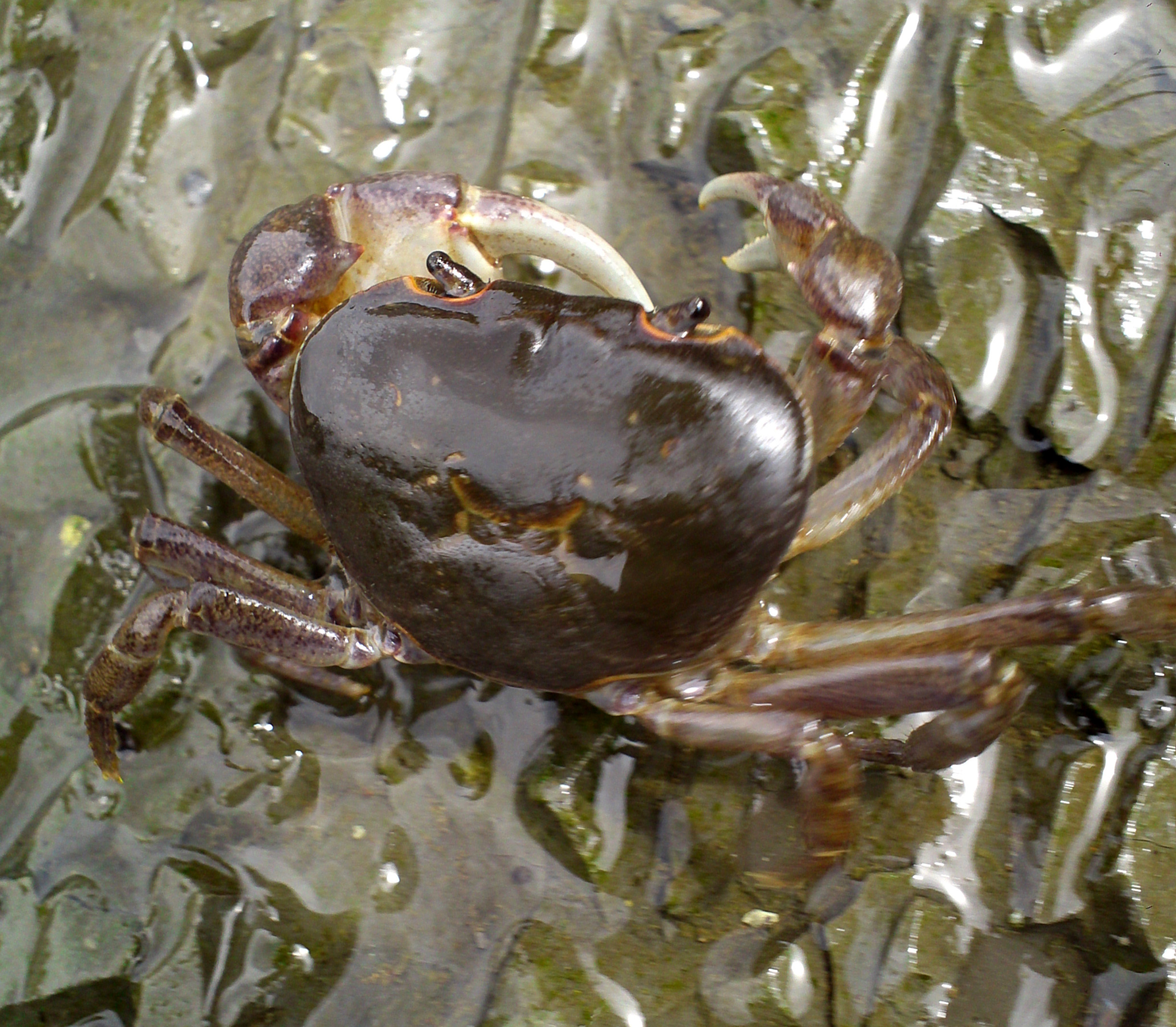
茶色型

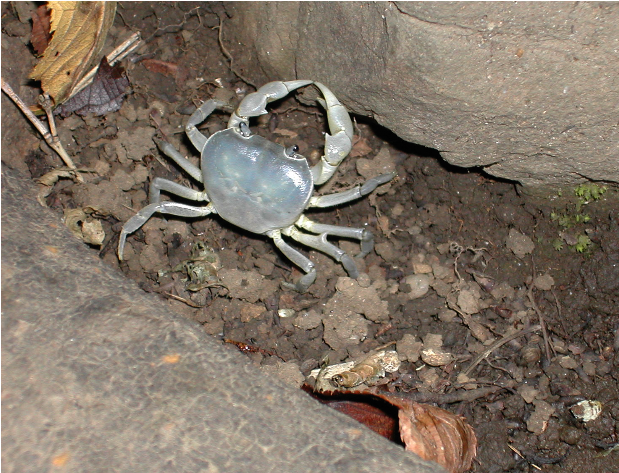
青色型

孵化時の体色は全て淡黄褐色で成長に伴い体色が変化していく。また、体色変異は照度、餌、底質の色などの生息環境に左右されると考えられているが十分に解明されていない。
1989年に鹿児島県で調査を行った鈴木廣志、津田英治らの報告によれば、14mmまでの個体はほぼ茶色型で、二次性徴が発現する時期の甲幅が14mm以上になると青色型もしくは赤色型の体色を呈するようになることが明らかにされた。また、鹿児島県内には「赤色型」「茶色型」「青色型」の個体が生息しているが、「赤色型」「青色型」分布の境界は、約6300年前に発生した幸屋火砕流に起因する堆積物の分布北限とほぼ一致するとしている。

## 別名
タンガネ（長崎県、「田蟹」の意味）、イデンコガニ（徳島県つるぎ町、「いでんこ」とは排水溝の意味）、ヒメガニ（和歌山県、赤い体色によるものと見られる）

## 利用
丸ごと唐揚げや佃煮にして食用にされる。和食の皿の彩りや酒肴などに用いられる。養殖もされており、食料品店などでもしばしば目にすることができる。後述のように危険な寄生虫の中間宿主となっているので、食べる際にはよく火を通さなければならない。
他に、子供にとってはとても身近で扱いやすいペットとなる。純淡水性で雑食性なので、低水温ときれいな水質を保つことができれば飼育も比較的簡単にできる。その場合えさはミミズやキャベツなどを与える。そして水槽には砂を入れ、草も植える。飼育する場合には縄張りに気をつけることが重要である。
また、漆かぶれを起こした皮膚に、サワガニを潰した汁を患部に当てるという民間療法が石川県輪島市や神奈川県秦野市・山北町・箱根町などに伝わっている。
その他の利用方法としては指標生物などが挙げられる。

## サワガニを中間宿主とする感染症
肺気腫や気胸を引き起こす肺臓ジストマの一種の中間宿主となる為、生食或いは加熱不十分なサワガニを食用とした場合に発症することがある。また、市販のモクズガニが感染経路として考えられる例が報告されている。
ウェステルマン肺吸虫症
ウェステルマン肺吸虫 (Paragonimus westermani Kerbert, 1878) が原因。成虫は肺に寄生し、血痰と胸部異常陰影が特徴。確定診断には血痰あるいは糞便から虫卵の検出。モクズガニも中間宿主。
宮崎肺吸虫症
宮崎肺吸虫 (P.miyazakii) が原因。幼虫は腸壁を突き破って、胸腔あるいは皮下まで移動するが、肺まで到達できない。胸膜炎、自然気胸、皮下腫瘤、好酸球増多などの症状がみられる。虫卵を検出することができないので、血中抗体測定法で診断。

## 近縁種
トカラ列島中部以南の南西諸島にはサワガニは分布しないが、近縁種が多数分布する。これらは孤立した島嶼や半島部で独自の種分化を遂げたものと考えられているが、同時に分布が局地的で、ほとんどの種類が絶滅危惧種となっている。また、近縁の淡水性カニは、マダガスカル島や、フィリピンなどの日本国外にも分布する。
ミカゲサワガニ G. exigua Suzuki et Tsuda, 1994
大隅半島の固有種。環境省レッドリスト準絶滅危惧（2019年）。
ヤクシマサワガニ G. marmorata Suzuki et Okano, 2000
和名のとおり屋久島の固有種。鹿児島大学水産学部・鈴木広志の研究グループによって発見され、2000年4月に新種と認められた。
サカモトサワガニ G. sakamotoana Rathbun, 1905)
甲幅40mmほどでサワガニより大きく、歩脚も長い。奄美大島、徳之島、沖縄本島に分布する。環境省レッドリスト準絶滅危惧（2000年）。
トカシキオオサワガニ G. levicervix
環境省レッドリスト絶滅危惧I類（2019年）。
オキナワオオサワガニ G. grandiovata
環境省レッドリスト絶滅危惧II類（2019年）。
イヘヤオオサワガニ G. iheya
環境省レッドリスト絶滅危惧II類（2019年）。
クメジマオオサワガニ G. kumejima
環境省レッドリスト絶滅危惧II類（2019年）。
ケラマサワガニ G. amagui
環境省レッドリスト絶滅危惧II類（2019年）。
カッショクサワガニ G. marginata fulva
環境省レッドリスト準絶滅危惧（2019年）。
ムラサキサワガニ G. marginata marginata
環境省レッドリスト準絶滅危惧（2019年）。
ミネイサワガニ G. minei
環境省レッドリスト準絶滅危惧（2019年）。
リュウキュウサワガニ G. obtusipes
環境省レッドリスト準絶滅危惧（2019年）。
アラモトサワガニ G. aramotoi Minei, 1973
甲幅30mmほど。甲羅がザラザラしており、歩脚にも毛がある。沖縄本島の固有種、環境省レッドリスト絶滅危惧II類（2019年）。
ヒメユリサワガニ G. tenuimana Miyake et Minei, 1965
甲幅40mmほど。サカモトサワガニよりもさらに歩脚が細長い。また、他のサワガニ類に比べて乾燥したところを好む。沖縄本島の固有種だが、環境省レッドリスト絶滅危惧I類（2019年）に指定されており、日本のカニ類の中でも特に絶滅が危ぶまれる種類とされている。国内希少野生動植物種。
ミヤコサワガニ G. miyakoensis Shokita, Naruse & Fujii, 2002
甲幅30mmほど。宮古列島の固有種。環境省レッドリスト絶滅危惧I類（2019年）、国内希少野生動植物種、沖縄県指定天然記念物。
センカクサワガニ G. shokitai Shy & Ng, 1998
尖閣諸島魚釣島の固有種。環境省レッドリスト絶滅危惧I類（2019年）。
タイワンサワガニ G. candidiensis Bott, 1967
甲幅2cmほどの小型種。和名のとおり台湾に分布する。
カクレサワガニ Amamiku occulta
環境省レッドリスト絶滅危惧I類（2019年）。
ヤエヤマヤマガニ Ryukyum yaeyamense Minei, 1973
石垣島、西表島の山間部の陸域に生息し、放卵期に湿地や水辺に集まる。環境省レッドリスト準絶滅危惧（2019年）。